# Света Луција
Света Луција (по систему Сент Луша; енгл. Saint Lucia, IPA:), понегде названа и Санта Луција, малена је острвска држава у Карибима, у централној Америци. Смештена је на самој граници између Карипског мора и Атлантског океана између Сент Винсента на североистоку, Барбадоса на северозападу и Мартиника на југу. Обухвата територију површине 617 km² са 165.595 становника, према подацима пописа из 2010. године.
Французи су били први Европљани који су се населили на острву. Потписали су уговор са матичним острвским Карибима 1660. године. Енглеска је преузела контролу над острвом од 1663. до 1667. У наредним годинама ратовало је са Француском четрнаест пута, а владавина острва се често мењала (владало се седам пута сваки од Француза и Британаца). 1814. године Британци су преузели коначну контролу над острвом. Пошто се тако често мењала између британске и француске контроле, Света Луција је била позната и као „Хелена из Западне Индије” по грчком митолошком лику, Хелена од Троје.
Главни и највећи град на острву је Кастри.

## Етимологија
Једно од острва приветрине, Света Луција добила је име по Светој Луцији од Сиракузе (283. п. н. е. — 304. п. н. е.). То је једна од две суверене државе на свету назване по жени (Ирска је названа по келтској богињи плодности Ир) и једина суверена нација названа по историјској жени. Легенда наводи да су француски морнари страдали у бродовима у Светој Луцији 13. децембра, на празник Свете Луције, дајући острву име у част Sainte Lucie.

## Географија

### Положај
Држава се налази у групи острва Мали Антили. Површина државе износи 617 km². Света Луција је друга по величини међу Острвима приветрине.

### Геологија и рељеф
Најзначајнија географска одлика острва су шумовите планине, које се протежу у правцу север-југ. Највиша тачка у држави је Маунт Џими на 950 m надморске висине. На југозападу острва је област Калибу, са 18 вулканских узвишења и 7 кратера. На западу су узвишења Питони (Велики Питон, 797 m и Мали Питон, 750 m) која су најпознатији симбол острва. Острва у суседству Свете Луције су Мартиник на северу и Сент Винсент на југу. Главни и највећи град је Кастри. Дужина обале је 158 km.

### Клима
Клима је тропска, просечна температура током године је 26 °C. Годишња количина падавина је између 1.500 mm у нижим пределима и 3.500 mm у брдима. Кишна сезона је од маја до августа.
Света Луција лежи у зони урагана, који се обично јављају између јуна и новембра.

### Флора и фауна
Острво је покривено бујном и разноликом флором: дивље орхидеје, бугенвилије, хибискуси и руже цветају у кишним шумама. Од животиња, најзначајније су птичије врсте.

## Историја

### Претколумбовски период
Дуго пре доласка Европљана, острво су насељавали Аравак индијанци, и то од 200. године н. е. Ратоборни Карипци су покорили мирољубиве Араваке око 800. године. Они су острво звали Јоуаналао.

### Колонијални период
За острво се не зна тачно ни ко, ни кад су Европљани први пут стигли до њега. То се вероватно догодило око 1500. године. Острво је добило име по римокатоличкој светици Светој Луцији од Сиракузе. Француска је прва завладала острвом и потписала уговор са локалним племенима 1660. Велика Британија и Француска су се 14 пута сукобиле око Санта Луције. Коначно су Британци превладали 1814. Ропство на острву је укинуто 1834.
Репрезентативна влада настала је 1840. године (опште право гласа основано је 1953. године). Од 1958. до 1962. острво је било члан Западноиндијске федерације. 22. фебруара 1979. Света Луција је постала независна држава и чланица Заједнице народа. Света Луција је мешовита јурисдикција, што значи да има правни систем који се делом заснива и на грађанском и на енглеском обичајном праву. Грађански законик Свете Луције из 1867. године заснован је на Квебечком грађанском законику из 1866. године, допуњен енглеским законодавством уобичајеног закона. Такође је члан Organisation internationale de la Francophonie.

### 20. и 21. век
Некадашња британска колонија независност је стекла 22. фебруара 1979. године. Први премијер био је Џон Комптон. Држава је чланица британског Комонвелта и Франкофоније.
Врста гуштера, Anolis luciae, је ендемска врста за Свету Луцију.

## Становништво
Најважнији град острва је главни град Кастриз, где живи преко трећине становништва. Остали важни градови су Суфре (или Суфријер) и Вје Форт.

### Етничке групе
На Светој Луцији углавном живе потомци афричких робова, који чине 90,5% популације. После њих следе мешане расе (5,5%), Индијци (3,2%) и Европљани (0,8%). Припадници других или неодређених етничких група чине око 2% становништва. Острво има 165.000 становника, што даје 266 становника по km².
Просечни животни век житеља је 72,8 године. Проценат писмености је 67%.

### Језици
Званични језик острва је енглески, али је у употреби и локални патоа језик (квејол), који је близак француском. Овај антилски креолски језик користи се у књижевности и музици и стиче званично признање. Како се развијао током раног периода француске колонизације, креолски је углавном изведен из француског и западноафричких језика, са неким речником из језика острвске карибе и других извора. Антилски креолски језик говори се и на Доминики, Мартинику, Гвадалупи и (у мањој мери) Сент Винсенту и Гренадини; такође подсећа на креолски које се говори у Француској Гвајани, Хаитију, Маурицијусу и Сејшелима. Света Луција је чланица Франкофоније.

### Религија
Хришћанство је главна религија у Светој Луцији. Око 61,5% становништва је римокатоличке вере. Још 25,5% припада протестантским деноминацијама, (укључује адвентисте седмог дана 10,4%, пентекосталце 8,9%, баптисте 2,2%, англиканце 1,6%, Цркву Божју 1,5%, остале протестанте 0,9%). Евангелисти чине 2,3% становништва, а 1,1% су Јеховини сведоци. Поред тога, око 1,9% становништва се придржава покрета Растафаријанци. Друге религије укључују ислам, бахајску веру, јудаизам и будизам.

### Криминал
2017. године Света Луција је забележила 60 убистава, што је највише у историји земље. Пљачка је проблем у Светој Луцији. 2014. године, Света Луција је сврстана међу 10 најопаснијих дестинација за крстарење на свету, извештавајући о случајевима пљачкања шездесет и девет путника на крстарењу у само два излета.

### Људска права
ЛГБТ људи који живе у Светој Луцији суочавају се са правним изазовима које нису искусили припадници не-ЛГБТ популације. Света Луција забрањује сексуалне активности мушкарца и мушкарца, кажњавајући оне који су проглашени кривима са 10 година затвора; закон се, међутим, не спроводи. Света Луција је такође била једина чланица УН-а у Америци која се формално противила декларацији УН-а о сексуалној оријентацији и родном идентитету.

## Административна подела
Држава је подељена на 10 провинција.
- Anse la Raye, 31.0 km²
- Canaries
- Castries, 79.5 km²
- Choiseul, 31.3 km²
- Dennery, 69.7 km²
- Gros Islet
- Laborie, 37.8 km²
- Micoud, 77.7 km²
- Soufrière, 50.5 km²
- Vieux Fort, 43.8 km

Додатно подручје је и Forest Reserve Area Quarter (78,3 km²).

## Политички систем
Шеф државе је краљ Чарлс III, док је његов представник на острву гувернер Перлет Луизи. Садашњи председник владе је Стивенсон Кинг. Света Луција има дводомну скупштину (Скупштина и Сенат), засновану на британском моделу.
Света Луција је члан следећих међународних организација: Уједињене нације, Светска здравствена организација, ММФ, Комонвелт нација, Организација америчких држава, Карипска организација држава (КАРИКОМ), Покрет независности и друге.
Света Луција нема војску, али као део полиције постоји специјална јединица обалске страже.

## Привреда
Главне извозни производи Свете Луције су банане, пиринач, кокосови ораси, какао и одећа. Велика конкуренција на тржишту банана је негативно утицала на приход од овог главног извозног производа. Међутим, приходи од туризма и банкарства, су постали нова основа привреде на острву.
Бруто национални производ 2002. године износио је: 1.109,09 милиона EC$ (или 342,11 милиона евра).

### Војска
Света Луција има паравојне снаге. Јединица за специјалне услуге (ССУ) и Обалска стража су под командом полиције Краљевине Свете Луције. Иако је ССУ под РСЛПФ-ом (Полицијске снаге Краљевине Свете Луције), они су позвани као последња линија одбране или за теже случајеве.
2018. године Света Луција је потписала уговор УН-а о забрани нуклеарног оружја.

### Спољни послови
Света Луција одржава пријатељске односе са главним силама активним на Карибима, укључујући Сједињене Државе, Уједињено Краљевство, Канаду и Француску. Света Луција нема тренутних међународних спорова.
Света Луција је пуноправни члан Карипске заједнице, Организације источно-карипских држава и Франкофоније. Света Луција припада Комонвелту.
Света Луција је постала 152. чланица Уједињених нација 9. децембра 1979. Од јануара 2018. године, Космос Ричардсон, који је предао своје акредитиве 22. фебруара 2017. године, био је представник Свете Луције при Уједињеним нацијама.

### Новине
- The Voice (тираж: 5.000)
- The Star (тираж: 2.500)

## Култура
На културу Свете Луције утицало је афричко, источноиндијско, француско и енглеско наслеђе. Један од секундарних језика је француски креолски или квејски, којим говори готово цело становништво.
Света Луција се може похвалити другим највећим односом произведених нобеловаца у односу на укупно становништво било које суверене државе на свету. Два добитника су дошла из Свете Луције: Артур Луис добио је Нобелову награду за економију 1979. године, а песник Дерек Волкот добио је Нобелову награду за књижевност 1992. године.

### Фестивали
Највећи фестивал године је Saint Lucia Jazz Festival. Одржан почетком маја на више места широм острва, привлачи посетиоце и музичаре из целог света. Велико финале или главна сцена одржава се на острву Pigeon Island које се налази северно од острва.
Традиционално заједничко са другим земљама Кариба, Света Луција је одржала карневал пре Великог поста. 1999. влада је преселила Карневал на средину јула како би избегла надметање са много већим карневалом у Тринидаду и Тобагу и привукла више иностраних посетилаца.
У мају 2009. године, Свети Луцијани су на острву обележили 150. годишњицу западно-индијског наслеђа.

## Занимљивости
- Света Луција је дом чак два добитника Нобелове награде: Вилијам Артур Луис је добитник Награде за економију 1979, а Дерек Волкот Награде за књижевност 1992.
- На острву се налази једини живи вулкан на свету кроз који се може проћи аутомобилом.

## Галерија
- Острво Benjamin Arnulf Saint Lucia Paradise Island на Светој Луцији.
- Рибари острва Света Луција.
- Црква Светог Томе Аквинског на Светој Луцији.
- Света Луција.
- Поглед на Castries, Света Луција.